# Last Train Home
Last Train Home je realtimová strategie vyvinutá studiem Ashborne Games, kterou vydala společnost THQ Nordic. Hra vyšla 28. listopadu 2023 pro Microsoft Windows.

## Hratelnost
Last Train Home je realtimová strategie s prvky hry o přežití. Hráči ovládají vlak na Transsibiřské magistrále a skupinu československých vojáků s úkolem dostat se domů. Na cestě se musí starat jak o vojáky, tak i o samotný vlak. Hráči musí překonávat různé překážky na trati, velet celé výpravě a bojovat proti nepříteli, který je početně převyšuje. Jsou tak nuceni používat různé záškodnické taktiky, jako je plížení, tvorba pastí a pokládání výbušnin, aby vyrovnali svoje šance na vítězství.

## Příběh
Příběh sleduje skupinu vojáků československých legií během ruské občanské války. Po první světové válce uvízli českoslovenští vojáci v Rusku a museli se vydat na cestu přes Sibiř po Transsibiřské magistrále, aby se dostali do Vladivostoku a nalodili se domů, do nově vzniklého Československa. Příběh je inspirován skutečným příběhem anabáze československých legií na Sibiři, vystupuje v něm však i postava skutečného legionáře Františka Langera. Během cesty na východ se postupně probojovávají skrze Rudou armádu, s níž zároveň bojuje Bílá armáda, tudíž legionáře čeká i řada zajímavých setkání, střetů a důležitých rozhodnutí.

## Obsazení
Postavy namluvili:
| Karel Dobrý      | kapitán František Langer |
| Richard Trsťan   | major Otakar Gazdík      |
| Jiří Bábek       | Hynek Pergler            |
| Jiří Ployhar     | Vlastibor Svoboda        |
| Anton Tataru     | kapitán Korolev          |
| Kristýna Skružná | Barbora Hlavatá          |
| Milan Slepička   | Josef Mejzlík            |
| Jan Šťastný      | historik                 |
| Ilia Sheiko      | Belov                    |

Dále se na dabingu podíleli Yulia Bocharova, Jana Burášová, Kateřina Císařová, Lucia Čižinská, Vojtěch Johaník, Bořek Joura , Zdeněk Julina, Romana Julinová, Ekaterina Kokourova, Martin Matejka, Alexandr Minajev, Dominika Okasová, Yana Shevchenko, Pavol Smolárik, Matěj Šíma, Daniel Šváb, Dominik Teleky, Jan Ťoupalík, Dmytro Tretiakov, Martin Veliký.
Ve filmových sekvencích se objevili:
| Karel Dobrý         | kapitán František Langer |
| Dušan Vitázek       | Kramár                   |
| Zbyšek Humpolec     | Mejzlík                  |
| Ladislav Pokorný    | Mlynář                   |
| Ladislava Jančíková | Majerová                 |

## Vývoj
Hra byla ve vývoji od roku 2020. Část hry je zpracována za pomoci hraných filmových sekvencí, vypravování poté doplňují deníkové záznamy, textové rozhovory a autentický dabing kombinující češtinu, slovenštinu a ruštinu. Hlavní role ve hře se ujal herec Karel Dobrý, který ztvárnil Františka Langera v hraných záběrech i v dabingu a zároveň mu propůjčil i svou podobu. Filmové sekvence se natáčely ve Štítech, v Herolticích a Valteřicích. Ostatní legionáři jsou inspirováni jmény, podobami i osobnostmi samotných vývojářů, aby vzhledem ke zkratkám v příběhu nebyly překrucovány osudy skutečných legionářů.[zdroj?] Titul čerpá inspiraci z her Original War a Commandos.

## Vydání
Hra byla odhalena 11. června 2023 během živého vysílání události PC Gaming Show. Dne 9. října téhož roku Ashborne Games vydali demoverzi a zároveň oznámili, že Last Train Home vyjde 28. listopadu 2023 pro Microsoft Windows. Demoverze byla součástí akce Steam Next Fest, během které se stala 12. nejhranějším demem. Marketing hry probíhal primárně v angličtině, přesto byly vydávány i trailery s českým dabingem, navíc později sami vývojáři prezentovali během svého vlastního hraní autentický dabing jako ideální způsob, jak hru hrát.
Last Train Home vyšlo pouze pro osobní počítače, aby vývoj hry nebyl o to více zkomplikován kvůli nutnosti ji optimalizovat pro další platformy. Vydání na konzole však nebylo vývojářem Petrem Kolářem vyloučeno, což dle něho z velké části záleží na přijetí hry v zahraničí. V době vydání je titul dostupný na digitální platformě Steam. K dispozici je i limitovaná krabičková verze, jež kromě samotné hry obsahuje navíc artbook, tištěné litografie, oboustranný plakát a digitální soundtrack. Hra obsahuje autentický dabing, který kombinuje češtinu, slovenštinu a ruštinu. Kromě toho jsou v ní k dispozici titulky a dabing v češtině a dalších jazycích.

## Přijetí
| Agregátor  | Skóre           |
| ---------- | --------------- |
| Metacritic | 81/100          |
| OpenCritic | 85 % doporučuje |

| Udělil        | Skóre  |
| ------------- | ------ |
| Edge          | 8/10   |
| PC Gamer (US) | 87/100 |
| Shacknews     | 9/10   |
| Games.cz      | 9/10   |

Hra Last Train Home získala od kritiků na stránce Metacritic „celkově příznivé“ recenze, přičemž na agregátoru recenzí OpenCritic ji doporučilo 85 % z nich. Hra byla kritizovaná za historické nepřesnosti a především ruští a čínští recenzenti ji vytýkali přílišné černobílé vidění, kdy jsou všichni bolševici vyobrazeni jako ti zlí a všichni Čechoslováci jen jako ti dobří.
Po vydání se titul zařadil mezi desítku celosvětově nejprodávanějších her na Steamu, v Česku a na Slovensku pak byla hra na první příčce.